# Кубок Словаччини з футболу 2023—2024
Кубок Словаччини з футболу 2023–2024 — 31-й розіграш кубкового футбольного турніру в Словаччині. Титул здобув Ружомберок.

## Календар
| Раунд            | Дата                              | Матчі | Клуби     |
| ---------------- | --------------------------------- | ----- | --------- |
| Попередній раунд | 19–30 липня 2023                  | 51    | 281 → 230 |
| Перший раунд     | 26 липня – 16 серпня 2023         | 102   | 230 → 128 |
| 1/64 фіналу      | 16 серпня – 13 вересня 2023       | 64    | 128 → 64  |
| 1/32 фіналу      | 6 вересня – 18 жовтня 2023        | 32    | 64 → 32   |
| 1/16 фіналу      | 24 жовтня – 18 листопада 2023     | 16    | 32 → 16   |
| 1/8 фіналу       | 7 листопада 2023 – 28 лютого 2024 | 8     | 16 → 8    |
| 1/4 фіналу       | 28 лютого – 13 березня 2024       | 4     | 8 → 4     |
| 1/2 фіналу       | 2 – 17 квітня 2024                | 4     | 4 → 2     |
| Фінал            | 1 травня 2024                     | 1     | 2 → 1     |

## 1/8 фіналу
| Команда 1                           | Рахунок      | Команда 2                   |
| ----------------------------------- | ------------ | --------------------------- |
| 7 листопада 2023                    |              |                             |
| Списька Нова Весь (2)               | 0:3          | ДАК 1904 (Дунайська Стреда) |
| 8 листопада 2023                    |              |                             |
| Одева (Липани) (3)                  | 1:1 пен. 4:3 | Спартак (Миява) (2)         |
| Локомотива (Девінська Нова Вес) (5) | 0:3          | Земплін (Михайлівці)        |
| Скалиця                             | 2:0          | Комарно (2)                 |
| 17 листопада 2023                   |              |                             |
| Злате Моравце                       | 1:3          | Подбрезова                  |
| 29 листопада 2023                   |              |                             |
| Ружомберок                          | 2:0          | Погроньє (2)                |
| 3 лютого 2024                       |              |                             |
| Кошице                              | 2:3          | Спартак (Трнава)            |
| 28 лютого 2024                      |              |                             |
| Слован (Братислава)                 | 1:0          | Жиліна                      |

## 1/4 фіналу
| Команда 1                   | Рахунок      | Команда 2        |
| --------------------------- | ------------ | ---------------- |
| 28 лютого 2024              |              |                  |
| Одева (Липани) (3)          | 0:0 пен. 5:3 | Скалиця          |
| ДАК 1904 (Дунайська Стреда) | 0:1          | Ружомберок       |
| 6 березня 2024              |              |                  |
| Земплін (Михайлівці)        | 0:2          | Спартак (Трнава) |
| 13 березня 2024             |              |                  |
| Слован (Братислава)         | 1:3          | Подбрезова       |

## 1/2 фіналу
| Команда 1          | Заг. | Команда 2  | 1-й матч | 2-й матч |
| ------------------ | ---- | ---------- | -------- | -------- |
| 2 – 17 квітня 2024 |      |            |          |          |
| Одева (Липани) (3) | 1:5  | Ружомберок | 0:5      | 1:0      |
| Спартак (Трнава)   | 1:0  | Подбрезова | 1:0      | 0:0      |

## Фінал
| 1 травня 2024 15:00 (UTC+2) |

| Ружомберок   | 1–0      | Спартак (Трнава) |
| ------------ | -------- | ---------------- |
| Тучний 45+2' | Протокол |                  |

| Футбольна арена Кошиці, Кошиці Глядачів: 8 764 Арбітр: Іван Кружляк |